# Norðradalur
Norðradalur es una localidad feroesa ubicada en la costa occidental de Streymoy y perteneciente al municipio de Tórshavn. Su nombre significa "valle del norte".
Tiene, en 2012, una población estimada de 21 habitantes. Norðradalur, al igual que la vecina Syðradalur ("valle del sur"), es una localidad agrícola al oeste de la capital. Se encuentra en un valle aislado al que sólo es posible acceder desde el norte por una pequeña carretera. El poblado más cercano es Syðradalur, al sur, pero no hay comunicación directa por carretera. Al noroeste se encuentra la base militar de Mjørkadalur. Desde el pueblo se avista la pequeña isla de Koltur.
Norðradalur se menciona por primera vez en un documento de 1584. Entre 1930 y 1978 perteneció al municipio del Extrarradio de Tórshavn. Entre 1978 y 1997 fue parte de Argir, y desde 1997, cuando ese municipio se disolvió, Norðradalur pertenece a Tórshavn.